# Elezioni politiche in Italia
Le elezioni politiche in Italia sono le elezioni che determinano la composizione del Parlamento della Repubblica Italiana.
Sono regolate dalla Costituzione e dalla vigente legge elettorale. Si svolgono ogni cinque anni, oppure in seguito a scioglimento anticipato delle Camere; in seguito alle elezioni si rinnova anche il Governo, che deve ottenere l'appoggio della maggioranza in ciascuna camera del Parlamento.

## Organi da rinnovare
L'organizzazione del potere legislativo in Italia è regolata dal Titolo I della seconda parte della Costituzione e prevede un Parlamento composto da due rami o Camere: la Camera dei deputati ed il Senato della Repubblica. L'elezione a suffragio universale è contemporanea per entrambi i rami, sebbene con modalità distinte: per la Camera i cittadini maggiorenni votano raggruppati in circoscrizioni, per il Senato votano raggruppati su base regionale.
La durata di ciascuna Camera non può essere prorogata se non per legge e soltanto in caso di guerra, e le elezioni hanno luogo entro settanta giorni dalla fine delle precedenti. Finché non siano riunite le nuove Camere sono prorogati i poteri delle precedenti. Il periodo di durata effettiva del mandato parlamentare è detto legislatura. Nei circa 75 anni trascorsi dall'entrata in vigore della Costituzione (1º gennaio 1948) al finire del 2022, si sono succedute diciotto legislature dalla durata media di 4 anni e 2 mesi, in luogo dei previsti 5 anni: ciò poiché in molti casi si è avuto lo scioglimento anticipato delle Camere, e di conseguenza elezioni anticipate.

## Svolgimento delle elezioni
Le elezioni politiche sono precedute da un periodo di trenta giorni detto campagna elettorale, per il quale la legge stabilisce alcuni princìpi volti a favorire un'equa e appropriata visibilità a tutti i principali partiti o movimenti politici (par condicio). Nel frattempo viene messa in moto la cosiddetta "macchina elettorale" costituita dagli uffici elettorali dei comuni, dalle prefetture e dall'ufficio elettorale centrale del Ministero dell'interno. Nei quindici giorni precedenti la data delle votazioni è fatto divieto di diffondere sondaggi di voto.
Il giorno che precede le elezioni entra in vigore il silenzio elettorale e, contemporaneamente, si costituiscono nei luoghi adibiti gli uffici elettorali di sezione, costituiti da un presidente, un segretario e quattro scrutatori. Usualmente più sezioni elettorali sono raggruppate in singoli edifici pubblici (generalmente scuole) e vengono presidiate per tutta la durata delle elezioni da rappresentanti delle forze armate e di polizia.

## Elezioni politiche della Repubblica Italiana

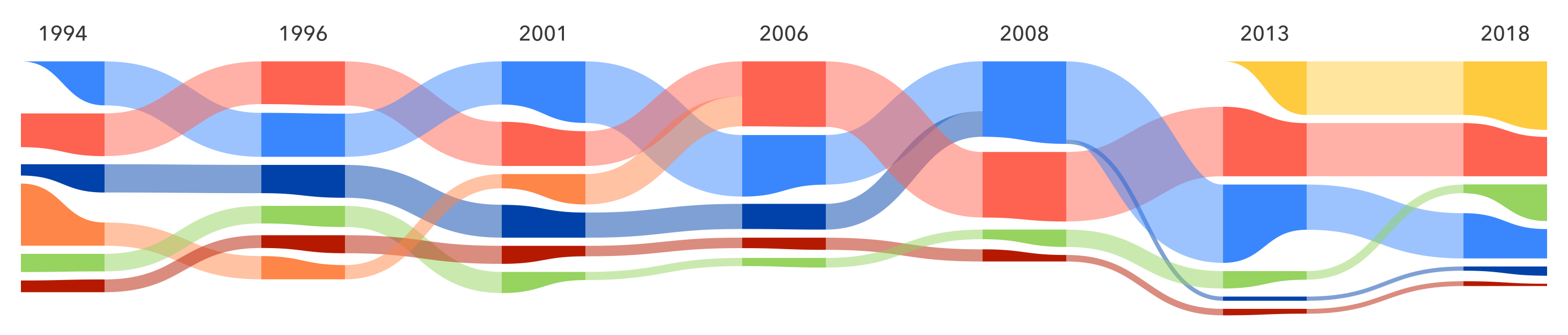
Rappresentazione grafica dell'andamento dei maggiori partiti italiani nelle elezioni politiche dal 1994 al 2018.
AN/FdI, FI/PdL/FI, LN/LSP, M5S, PPI/DL, PDS/DS/PD, PRC

Il grafico illustra la distribuzione dei voti tra i vari partiti e il fenomeno dell'astensionismo nelle elezioni politiche italiane dal 1946 al 2022.

| Elezione | Data                | Legislatura | Seggi Camera | Seggi Senato | Affluenza | Legge elettorale       |
| -------- | ------------------- | ----------- | ------------ | ------------ | --------- | ---------------------- |
| 1948     | 18-19 aprile 1948   | I           | 574          | 237          | 92,19%    | Proporzionale classico |
| 1953     | 7-8 giugno 1953     | II          | 590          | 237          | 93,81%    | Proporzionale classico |
| 1958     | 25-26 maggio 1958   | III         | 596          | 246          | 93,91%    | Proporzionale classico |
| 1963     | 28-29 aprile 1963   | IV          | 630          | 315          | 92,99%    | Proporzionale classico |
| 1968     | 19-20 maggio 1968   | V           | 630          | 315          | 92,91%    | Proporzionale classico |
| 1972     | 7-8 maggio 1972     | VI          | 630          | 315          | 93,26%    | Proporzionale classico |
| 1976     | 20-21 giugno 1976   | VII         | 630          | 315          | 93,40%    | Proporzionale classico |
| 1979     | 3-4 giugno 1979     | VIII        | 630          | 315          | 90,95%    | Proporzionale classico |
| 1983     | 26-27 giugno 1983   | IX          | 630          | 315          | 88,42%    | Proporzionale classico |
| 1987     | 14-15 giugno 1987   | X           | 630          | 315          | 88,60%    | Proporzionale classico |
| 1992     | 5-6 aprile 1992     | XI          | 630          | 315          | 87,07%    | Proporzionale classico |
| 1994     | 27-28 marzo 1994    | XII         | 630          | 315          | 86,07%    | Legge Mattarella       |
| 1996     | 21 aprile 1996      | XIII        | 630          | 315          | 82,54%    | Legge Mattarella       |
| 2001     | 13 maggio 2001      | XIV         | 630          | 315          | 81,35%    | Legge Mattarella       |
| 2006     | 9-10 aprile 2006    | XV          | 630          | 315          | 84,24%    | Legge Calderoli        |
| 2008     | 13-14 aprile 2008   | XVI         | 630          | 315          | 80,63%    | Legge Calderoli        |
| 2013     | 24-25 febbraio 2013 | XVII        | 630          | 315          | 75,19%    | Legge Calderoli        |
| 2018     | 4 marzo 2018        | XVIII       | 630          | 315          | 72,93%    | Legge Rosato           |
| 2022     | 25 settembre 2022   | XIX         | 400          | 200          | 63,91%    | Legge Rosato           |